# Lusepiola birostrata
Lusepiola birostrata is een inktvissensoort uit de familie van de Sepiolidae. De wetenschappelijke naam van de soort werd voor het eerst geldig gepubliceerd in 1918 door Sasaki als Sepiola birostrata.